# Rogers Morton
Rogers Clark Ballard Morton, né le 19 septembre 1914 à Louisville (Kentucky) et mort le 19 avril 1979 à Easton (Maryland), est un homme politique américain. Membre du Parti républicain, il est  représentant du Maryland entre 1963 et 1971, secrétaire à l'Intérieur entre 1971 et 1975 puis secrétaire au Commerce dans l'administration du président Richard Nixon et dans celle de son successeur Gerald Ford.

## Biographie
Rogers Morton est né à Louisville dans le Kentucky en 1914. Il est diplômé de l’université Yale en 1937. Durant la Seconde Guerre mondiale, il sert au sein de l'armée de 1941 à 1944, d’où il sort capitaine. Il travaille dans l’entreprise familiale Ballard and Ballard à partir de 1939, et en est président de 1947 à 1951.
Il s'installe dans une ferme du Maryland au début des années 1950. Il est élu en 1963 à la Chambre des représentants des États-Unis, et est réélu quatre fois. Il joue un rôle important dans la campagne présidentielle de Richard Nixon en 1968 et est choisi par ce dernier pour être président du Comité national républicain en 1969.
Il démissionne de son poste au Congrès le 29 janvier 1971 pour devenir secrétaire à l'Intérieur. Il occupe ce poste jusqu’au 30 avril 1975, et devient secrétaire au Commerce du 1er mai au 2 février 1976. Il devient ensuite conseiller du président Ford jusqu'au 30 mars, puis son directeur de campagne.
Après la défaite de Ford, Rogers Morton se retire de la politique. Il retourne à Presqu'isle près de Easton dans le Maryland, pour diriger une affaire de construction navale. Il meurt le 19 avril 1979.